# Municipio de Marshall (Nebraska)
El municipio de Marshall (en inglés: Marshall Township) es un municipio ubicado en el condado de Clay en el estado estadounidense de Nebraska. En el año 2010 tenía una población de 47 habitantes y una densidad poblacional de 0,51 personas por km².

## Geografía
El municipio de Marshall se encuentra ubicado en las coordenadas 40°28′52″N 97°59′41″O / 40.48111, -97.99472. Según la Oficina del Censo de los Estados Unidos, el municipio tiene una superficie total de 92.85 km², de la cual 92,85 km² corresponden a tierra firme y (0 %) 0 km² es agua.

## Demografía
Según el censo de 2010, había 47 personas residiendo en el municipio de Marshall. La densidad de población era de 0,51 hab./km². De los 47 habitantes, el municipio de Marshall estaba compuesto por el 100 % blancos. Del total de la población el 0 % eran hispanos o latinos de cualquier raza.